# Маклин, Иэн (историк)
Иэн Маклин (англ. Ian Maclean; род. 1945) — британский историк. Доктор философии (1971), эмерит-профессор Оксфорда, эмерит-феллоу его Колледжа всех душ (с 2015), почетный профессор Сент-Эндрюсского университета (2018). Член Британской академии (1994) и Королевского исторического общества, а также Европейской академии (1998). Офицер ордена Искусств и литературы. Специалист по вопросам организации и передачи знаний в Европе раннего Нового времени. В Оксфорде с 1972 года, окончил его по современным языкам, магистр искусств, там же получил докторскую степень. Преподавал в Университете Лидса и Королевском колледже Оксфорда, с 1996 старший исследовательский феллоу по истории оксфордского Колледжа всех душ, где с 1998 по 2005 — феллоу-библиотекарь. В настоящее время исследует последние сочинения Джироламо Кардано. Автор Scholarship, Commerce, Religion: The Learned Book in the Age of Confessions, 1560—1630 (Cambridge, Mass.: Harvard University Press, 2012. 400 p. ISBN 978-0674062085) {Рец., , } и Episodes in the Life of the Early Modern Learned Book (2021) .
Соредактор Heterodoxy in Early Modern Science and Religion (2005, с John Brooke) {Рец. Charlotte Methuen, }. Переводчик Декарта.
В честь И. Маклина в 2016 вышел сборник эссе Montaigne in Transit.